# Симон, Джеймс
Джеймс Ге́нри Си́мон (нем. James Henry Simon; 17 сентября 1851, Берлин — 23 мая 1932, Берлин) — немецкий предприниматель еврейского происхождения, покровитель берлинских музеев, меценат, основатель нескольких благотворительных организаций. Его имя получило известность в связи с историей появления в Берлине знаменитого бюста Нефертити.

## Биография
Джеймс Симон происходил из семьи берлинских иудеев. Его отец Исаак вместе с братом Луи поселился в Берлине в 1838 году. В Берлине братья успешно занимались продажей мужской одежды, а в 1852 году основали торговую компанию, занимавшуюся посредническими сделками с хлопком. Во время Гражданской войны в США, когда поставки хлопка в Европу практически прекратились, Симоны сколотили крупное состояние. В 1863—1864 годах в Пруссии разразился хлопковый кризис, и братья торговали хлопком со своих складов по пятикратной цене. С 1870-х годов компания Симонов развивалась быстрыми темпами и в это время вплоть до начала Первой мировой войны в 1914 году считалась самым крупным хлопковым предприятием на европейском континенте. Братьев Симонов называли «хлопковыми королями», это прозвище унаследовал впоследствии и сына Исаака Джеймс. Мать Джеймса Адольфина была родом из семьи раввина.
Джеймс учился в именитой берлинской гимназии «У Серого монастыря» в Берлине, увлекался латынью, греческим языком и историей Древнего мира, обучался игре на фортепьяно и скрипке. Математика ему давалась труднее. Джеймс мечтал изучать классическую филологию, но подчинился желанию отца и по окончании гимназии поступил учеником на семейное предприятие. В течение полугода Симон проходил стажировку в Брадфорде, в то время центре британской текстильной промышленности, и в 25 лет стал младшим партнёром в отцовской компании. В 1883 году Симон вступил в «Общество друзей», влиятельное объединение берлинских евреев. После смерти отца в 1890 году Джеймс Симон вёл дела компании вместе с дядей Луи, позднее с двоюродным братом Эдуардом. Джеймс Симон проявлял активно участвовал в культурной и общественной жизни и при этом был очень успешным бизнесменом. В 1911 году его состояние оценивалось в 35 млн марок, а его доход составлял 1,5 млн марок в год. В списке миллионеров столицы кайзеровской Германии Джеймс Симон занимал почётную седьмую строчку.
В 28 лет Джеймс Симон женился, его избранница Агнес Рейхенгейм также происходила из солидной семьи берлинских текстильных фабрикантов. Отец Агнес владел долей в текстильной компании N. Reichenheim & Sohn, избирался депутатом прусского ландтага, рейхстага Северогерманского союза и берлинского городского собрания, являлся одним из соучредителей Национальной либеральной партии Германии.
В 1886 году супруги Симон поселились на верхнем этаже отцовской виллы в одном из самых престижных районов Берлина в Тиргартене на улице Тиргартенштрассе, 15а. Во Вторую мировую войну здание выгорело, руины были снесены в мае 1957 года. С 2000 года этот земельный участок занимает Представительство земли Баден-Вюртемберг. У Симонов родилось трое детей: Елена (1880—1965), Генрих (1885—1946) и душевнобольная Мария-Луиза (1886—1900).
Джеймс Симон пользовался большим авторитетом в обществе, насколько это было возможно в условиях антисемитизма того времени. Друзья и сослуживцы описывали его как человека исключительно корректного, очень сдержанного, всегда стремившегося разделять личную жизнь и работу. Присваиваемые ему почётные титулы и награды Джеймс Симон всегда принимал, но при этом избегал участия в официальных церемониях. Джеймс Симон умер 23 мая 1932 года и был похоронен на Еврейском кладбище на Шёнхаузер-аллее в Берлине. Кайзер Вильгельм II, к тому времени уже давно находившийся в изгнании в своём нидерландском поместье Дорн, в знак памяти отправил ему венок.

## «Кайзеровские евреи»
Обидное прозвище «кайзеровские евреи» сионист Хаим Вейцман, будущий президент Израиля, дал небольшой группе известных берлинских евреев, приближённых к кайзеру Вильгельму II. В этот ближний круг входил, прежде всего, Альберт Баллин, генеральный директор HAPAG, а с 1901 года также Джеймс Симон, помимо них к «кайзеровским евреям» были отнесены угольный магнат Эдуард Арнгольд, банкиры Карл Фюрстенберг и Пауль фон Швабах, а также Эмиль и Вальтер Ратенау из AEG. Вильгельм II поначалу привлекал «кайзеровских евреев» в качестве консультантов по экономическим вопросам, затем эти встречи превратились в непринуждённые беседы в вечернее время на самые различные темы. Мнение Симона было особенно значимым по еврейским вопросам, спустя некоторое время его присутствие стало обязательным для принятии кайзером решений в отношении евреев. Симон консультировал кайзера всегда в частном порядке, не имея официальной должности.
Столь доверительные отношения между кайзером Германии и евреем Симоном не были обычными для своего времени. Кайзер являлся выразителем самых консервативных взглядов и неприязненно относился к евреям. Симон являлся соучредителем организации по борьбе с антисемитизмом, в политике придерживался либеральных взглядов, а в конце жизни симпатизировал социал-демократам. Эти различия со всей очевидностью не влияли на личные отношения. Даже после отречения кайзера в 1918 году они продолжали общаться, несмотря на то, что Симон не только никогда не выступал за восстановление монархии, а наоборот активно поддерживал Веймарскую республику.

## Меценат

### Археологические раскопки в Египте
Общие интересов кайзера и Джеймса Симона не ограничивалась вопросами экономики и еврейства. Вильгельм II с большим энтузиазмом занимался проектом «Общества кайзера Вильгельма по развитию науки», на которое Симон выделил необычно крупную сумму в 100 тыс. рейхсмарок. Но в первую очередь они оба были страстными любителями античности. Симон выступал движущей силой Германского восточного общества, основанного под патронажем кайзера в 1898 году. Симон руководил обществом в тесном взаимодействии с директором берлинских музеев Вильгельмом фон Боде и финансировал многие направления его деятельности.
С 1911 года Симон также финансировал археологические раскопки в Египте, которые вёл Людвиг Борхардт на руинах столицы государства фараона Эхнатона в Амарне, в 300 км к югу от Каира. Археологическая кампания дала великолепные результаты. Среди многочисленных находок оказались гипсовые скульптурные портреты членов семьи Эхнатона и раскрашенный скульптурный бюст из известняка его главной жены Нефертити в необыкновенно хорошем состоянии. Симон единолично финансировал экспедицию и как частное лицо заключил с египетским правительством договор о том, что германская доля находок перейдёт в его личную собственность.

### Личная коллекция
Свою виллу в Тиргартене Симон заранее переоборудовал под частный музей. Частные коллекции произведений искусства в Германии при Вильгельме II придавали их владельцам значимости в глазах общественности и повод заявить о ней, и многие нувориши эпохи грюндерства пользовались этим. Но в случае с Симоном всё выглядело иначе. Он увлёкся коллекционированием ещё в юности. В 34 года он приобрёл своего первого рембрандта. После 1890 года, когда Симон стал старшим партнёром в семейной компании, у него появилась возможность тратить на искусство значительно больше средств. Скорее всего, страстное увлечение древним искусством позволяло Симону отвлечься от монотонной работы, компенсировало его нереализованное желание получить гуманитарное образование.
С середины 1880 годов в формировании ценной коллекции Симон пользовался консультациями Вильгельма фон Боде. Боде сыграл выдающуюся роль в развитии музейного дела в Берлине. Своими профессиональными советами он способствовал созданию и целенаправленному развитию многих частных коллекций в Берлине, возможно, надеясь, что впоследствии государственные собрания, которыми он руководил, пополнятся произведениями искусства, переданными в дар частными любителями искусства.
Симон первым из берлинских коллекционеров занялся составлением систематических коллекций не только живописи и скульптуры, но и других видов искусства. Больше всего его интересовало итальянское Возрождение. Под руководством Боде, консультировавшего Симона в течение почти 20 лет, Симон собрал обширную коллекцию, состоявшую из полотен, скульптур, предметов мебели и монет XV—XVII веков, образцовую даже по мнению музейных работников. Экспозиция частного музея на вилле Симона была доступна для осмотра по предварительной договорённости.

### В дар музеям
В 1900 году Симон передал в дар государству свою коллекцию ренессансного искусства под проект возводившегося нового музея. Открывшийся в 1904 году Музей кайзера Фридриха получил поддержку кайзера как символ престижа Пруссии, в настоящее время носит имя Вильгельма Боде, который отдал своему детищу несколько лет жизни. Будучи коллекционером и патриотом Пруссии, Симон посчитал, что тоже должен внести свой вклад в дело. Его коллекция великолепно дополнила имевшиеся музейные фонды, занимала отдельный «Зал Симона» и демонстрировалась точно в таком же виде, как и в его доме. Боде поддержал Симона и согласился с ним в том, что предметы искусства разных категорий соединившись вместе создали стилистически верное и выразительное общее впечатление. Этот подход Боде применил во всей музейной экспозиции. Спустя век, открывшийся осенью 2006 года после длительного капитального ремонта Музей Боде сохранил в экспозиции основную идею своего основателя, но уже в менее категоричной форме, Bode mild, как говорят в руководстве музея.
Расставшись со своим собранием искусства Ренессанса, Симон взялся за вторую коллекцию. Её ядро составили деревянная скульптура Позднего Средневековья из Германии и Нидерландов, а также старинная мебель, настенные ковры, картины и произведения прикладного искусства из Германии, Франции и Испании. Коллекция состояла из 350 предметов. Симон, хорошо изучивший экспозиции на Музейном острове, очевидно с самого начала подбирал в коллекцию предметы искусства, которые бы с толком дополнили имеющиеся музейные фонды. С началом Первой мировой войны он передал коллекцию в дар берлинским музеям. Много лет Симон также занимался коллекциями немецкого народного искусства, Монетного кабинета и отделов искусства Древнего Египта и Передней Азии. К передаче в дар произведений искусства Симон всегда подходил рационально и систематически, с учётом конкретной ситуации в каждом из музеев.
По окончании раскопок в Египте в 1913 году бюст Нефертити и другие находки из Амарны заняли своё место в частной коллекции Симона на его вилле, рядом с другим выдающимся экспонатом — приобретённой в 1905 году в Каире головы царицы Тейе, матери Эхнатона. Многочисленные гости вслед за Вильгельмом II восхищались новыми экспонатами. Первую копию бюста Нефертити Симон вручил кайзеру в октябре 1913 года. Вслед за этим он передал в дар берлинским музеям большую часть своих фондов, а в 1920 году — уже ставшие всемирно известными экспонаты из Египта. В честь Симона к его 80-летию в Амарнском зале Нового музея была установлена большая памятная надпись. В последний раз Симон проявил себя в общественной жизни, отправив письмо прусскому министру по делам культов, в котором ходатайствовал о возвращении бюста Нефертити в Египет.
С приходом к власти национал-социалистов памятная надпись в Новом музее была удалена, как и все прочие указания на участие Симона в создании музейных коллекций. В настоящее время о меценате напоминает бронзовый бюст и мемориальная доска.